# Arturo Capdevila
Arturo Capdevila (Córdoba, 14 marzo 1889 – Buenos Aires, 20 dicembre 1967) è stato uno scrittore, poeta, drammaturgo ed insegnante argentino.

## Biografia
Il suo percorso formativo culminò con la laurea in scienze sociali, ottenuta nel 1913 presso la Universidad Nacional de Córdoba, ateneo nel quale ritornò come docente di filosofia e sociologia, nello stesso periodo in cui esercitava anche la professione di magistrato.
Dal 1922, invece si trasferì a Buenos Aires, dove proseguì sia l'attività di insegnamento di letteratura, a La Plata sia quella letteraria e giornalistica, alla testata La Prensa.
Salì alla ribalta letteraria come poeta di linguaggio e stile modernista a cominciare dalla raccolta Jardines solos (1911), divenendo uno dei migliori seguaci di Rubén Darío e di Leopoldo Lugones.
Anche la sua attività drammaturgica evidenziò un tono essenzialmente lirico, al punto da produrre opere più da leggere che da inscenare.
La sua produzione più apprezzata fu però quella in prosa, che si modificò dopo l'esordio modernistico de La dulce patria (1917) in approfondite riflessioni e rievocazioni storiche ottocentesche argentine, apparse nella Las visperas de Caseros e in La santa furia del padre Castañeda.
Ottimi risultati Capdevila li produsse in prose a sfondo autobiografico, tra le quali si mise in evidenza Córdoba del recuerdo (1923), una lieta ricerca del tempo perduto.
Le opere di Capdevila si caratterizzarono per la verbosità, la cultura, la fantasia, il linguaggio elegante e ricco.
Fu presidente dell'Instituto Popular de Conferencias ed ottenne il Premio Nacional de Literatura negli anni 1920, 1923 e 1931, inoltre divenne membro della Academia Nacional de Letras argentina.
Grande amico di Miguel de Unamuno, fu anche membro della Academia Española de la Lengua e della Academia nacional de Historia.
Pubblicò una serie di saggi di filosofía e di medicina riguardanti problematiche come il cancro e le malattie mentali.

## Opere principali

### Poesia
- Jardines solos (1911)
- Velpámene (1912)
- El poema de Nenúfar (1915)
- El libro de la noche (1917)
- La fiesta del mundo (1921)
- Los romances argentinos (1939)
- Córdoba azul (1940)
- El libro del bosque (1948)

### Dramma
- La Sulamita (1916) - Interpretazione dell'episodio bíblico, che vede protagonista il re Salomone.
- El amor de Schahrazada (1918).
- Zincalí (1927) - Definito Poema Escénico Gitano ripreso come base per l'Opera omonima del compositore argentino Felipe Boero
- La casa de los fantasmas (1926) - Tragicommedia in tre atti, crítica nei confronti della borghesia.
- El divino Marqués (1930) - Una biografía particolare del de Sade.
- Branca d'Oria (1932) -
- Cuando el vals y los lanceros (1937) - Tragicommedia
- Consumación de Sigmund Freud (1946)
- El jardín de Eva

### Prosa
- Córdoba del recuerdo (1923)
- La ciudad de los sueños (1925)
- Babel y el castellano (1928) - Saggio sulla lingua castellana
- Invasiones Inglesas (1938)
- Arbaces (1945) - novella
- Nueva imagen de Juan Manuel de Rosas (1945)
- Alfonsina: época, dolor y obra de la poetisa Alfonsina Storni (1948)
- Historia de Manuel Dorrego (1949)
- El hombre de Guayaquil (1950)
- Consultorio Gramatical de Urgencia
- Rivadavia y el españolismo liberal de la revolución Argentina
- María de los Remedios de Escalada
- El pensamiento vivo de San Martin
- En la corte del virrey
- La infanta mendocina
- El Popol Vuh
- Tierra Mía - libro di viaggi

### Saggi
- Revisión microbiana: sexto mensaje prandiológico: 1. La verdadera historia de los microbios. 2. De la microbiología a la microtoxiología: comprobaciones prandiológicas reveladores. Buenos Aires: Omeba, 1963,
- El nino enfermo (séptimo mensaje prandiológico). Buenos Aires: Omeba, 1963,
- Las enfermedades mentales como estrictamente somáticas (Noveno mensaje prandiológico). Buenos Aires: Omeba 1964
- Prandiología patológica, en el hombre, en el animal, en el árbol; aportaciones prandiológicas reveladoras sobre tuberculosis, degeneración adiposa, miopatía arterial, enfermedad de Bang y fitodemias. Buenos Aires: Viracocha, 1960
- El cáncer: el cáncer tumoral; el cáncer leucémico; aportaciones prandiologicas reveladoras. Buenos Aires: Omeba, 1961
- La lepra; aportaciones prandiólogicas reveladoras. Buenos Aires: Omeba, 1961